# Świerzbowce
Świerzbowce – różne gatunki roztoczy z rzędu Acarina i rodzin Sarcoptidae (Acaridae) i Psoroptidae. Wywołują świerzb. Długość ok. 0,2–0,8 mm. Samice drążą w skórze chodniki, żywią się limfą, płynami wysiękowymi i komórkami. Świerzbowce to pasożyty ptaków i ssaków, w tym człowieka, np. świerzbowiec ludzki.

## Systematyka
Należą tu następujące rodziny, rodzaje i gatunki:
- Rodzina: Psoroptidae
  - świerzbowiec pęcinowy (Chorioptes bovis)
  - świerzbowiec uszny (Otodectes cynotis)
  - świerzbowiec uszny królików (Psoroptes cuniculi)
  - świerzbowiec naskórny (Psoroptes ovis)
- Rodzina: Sarcoptidae
  - świerzbowiec koci (Notoedres cati)
  - Notoedres muris
  - świerzbowiec drążący (Sarcoptes scabiei)
    - świerzbowiec drążący psi (Sarcoptes scabiei var. canis)

  - świerzbowiec świnki morskiej (Trixacarus caviae)